# Ремингтон 1

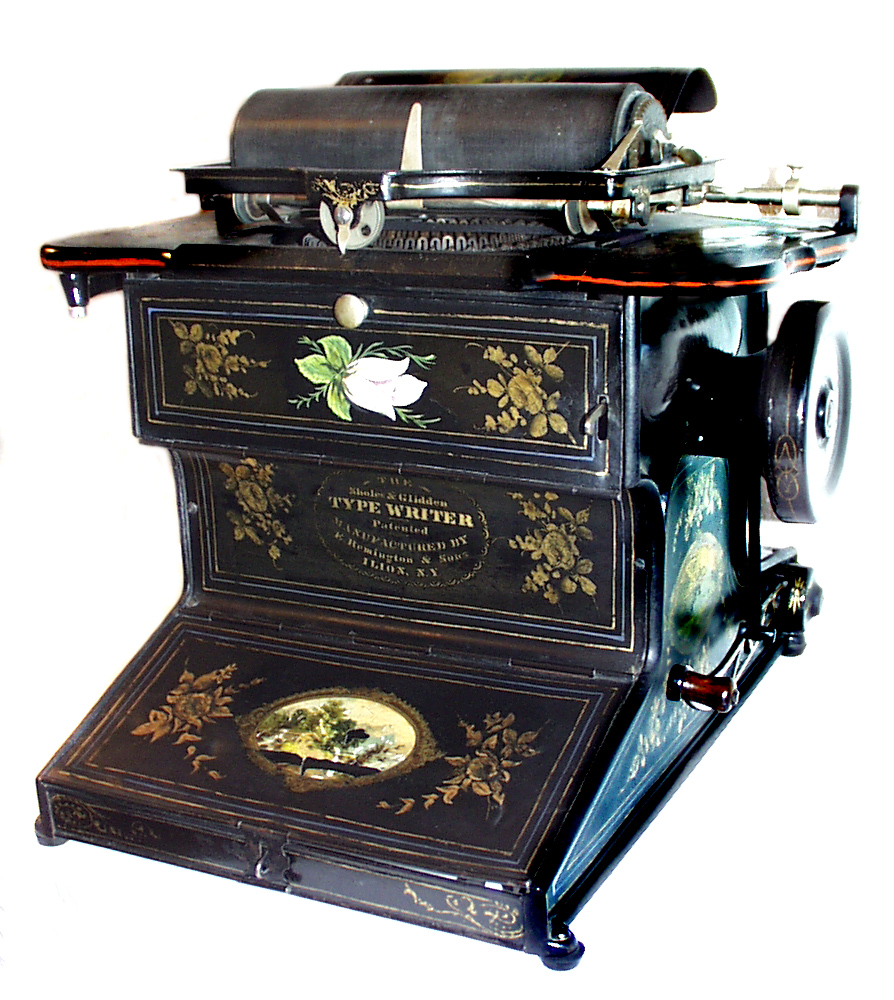
Пишущая машинка Шоулза и Глиддена произведённая E. Remington and Sons

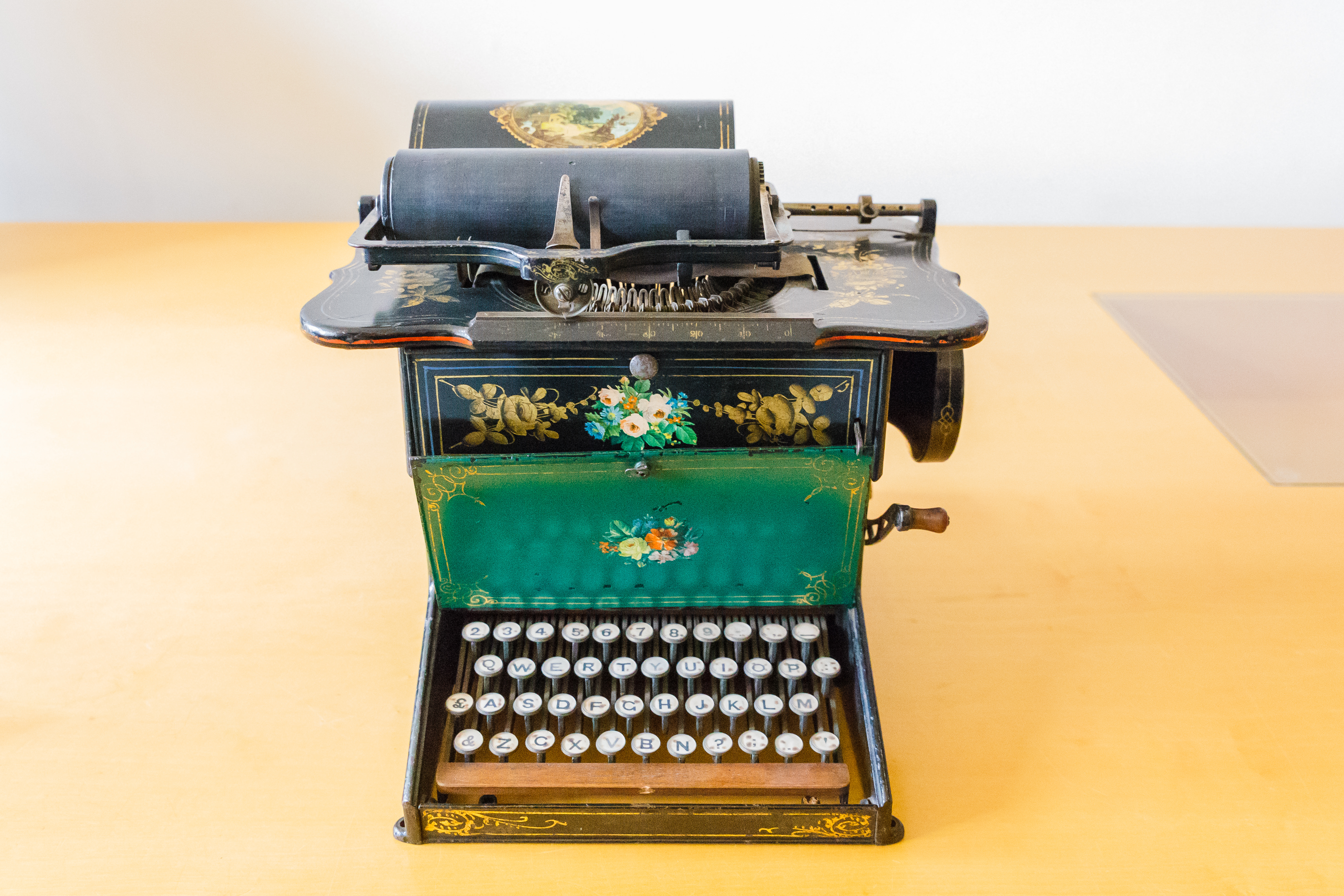
Пишущая машинка Шоулза и Глиддена в музее Дрездена Technische Sammlungen

Пишущая машинка Шоулза и Глиддена (англ. Sholes and Glidden typewriter), также известна как Ремингтон номер 1 (англ. Remington No. 1) — первая серийно выпускаемая и коммерчески успешная пишущая машинка. Работы по её созданию начались в 1867 году Кристофером Шоулзом, Самуэлем Соулом и Карлосом Глидденом. В 1868 году к ним присоединился Джеймс Денсмор. Первый промышленный образец появился спустя пять лет — в 1873 году.
Подобно тому, как в современном русском языке любой копировальный аппарат называют «ксероксом», любую пишущую машинку в Российской империи часто называли «ремингтоном», а машинистку иногда называли «ремингтонисткой» или «ремингтонщицей».

## История создания
13 ноября 1866 года Кристофер Лэтем Шоулз вместе с Самуэлем Соулом запатентовали свою машинку для автоматической нумерации страниц.

## История создания раскладкиQWERTY
На эту тему существуют множество мифов, которые постоянно появляются как в русской, так и в заграничной прессе. Кристофер Шоулз, спонсируемый Джеймсом Денсмором, создавал один опытный образец за другим, постоянно меняя клавиатуры и раскладки. Вот как об этом писал сам Денсмор:

 Здесь следует отметить, что в процессе улучшений наших экспериментальных машин, которых мы произвели примерно пятьдесят, в половине этих машин мы никогда не делали одинаковую клавиатуру и никогда не помещали ту же самую клавиатуру в двух последовательных экспериментах.
Оригинальный текст (англ.)It is proper to observe here that in getting up our experimental machines of which we made nearer fifty than half that number, we never made two alike, and never put the same key-board on two successive experiments.
Джеймс Денсмор о событиях, предшествующих 1872 году
Формирование раскладки было постепенным и заняло около десяти лет, завершившись к 1878 году. Эти 10 лет ушли на перемещение единственной буквы - "M" на один ряд ниже. Перед создателями стояла задача максимально снизить конструктивные недостатки машины. Конструктивное ограничение скорости письма на рычажных механических пишущих машинках связано с относительным расположением буквенных рычагов. Так, рычаги, находящиеся в противоположных краях корзины, будут иметь минимальный общий путь к точке удара, тогда как у близко расположенных рычагов траектории движения к точке удара будут пересекаться раньше. Раскладка формировалась постепенно.

### 2-рядная клавиатура
На первой пишущей машинке Кристофера Шоулза, запатентованной им в 1868 году, буквы и цифры располагались на двух рядах клавиш, шли в алфавитом порядке, а цифры от 2 до 9 разделялись по признаку четности. Клавиши для 1 и 0 решили не делать, вместо них обходились буквами I и O, благодаря чему удалось сэкономить две клавиши. По конструкции клавиатура напоминала рояль и была достаточно широкой:
```
- 3 5 7 9 N O P Q R S T U V W X Y Z
 2 4 6 8 . A B C D E F G H I J K L M
```

Такое расположение букв приводило к частым перерывам в работе и необходимости «распутывать» сцепившиеся рычаги с литерами. Помимо этого, пишущая машинка получалась громоздкой, общее количество клавиш составляло 36.

### 3-рядная клавиатура
Постепенно пришло понимание, что клавиатуру лучше сделать более компактной. Для этого Шоулз в апреле 1870 года изменяет форму клавиш на «кнопкоподобную», что позволило сделать три ряда клавиш. На смену двухрядной клавиатуре пришла трехрядная, первоначально она выглядела так:
В общей последовательности все еще угадываются части алфавита. Во втором ряду слева направо, а в нижнем — справа налево.
Такое конструктивное изменение означало сокращение количества клавиш в одном ряду, но если внимательно присмотреться, то в основном ряду можно увидеть алфавитную последовательность с незначительными пропусками:
Путем замены «S» на «B» и сдвигом по диагональному ряду букв «E» «C» «I», можно получить правильную последовательность из первых 13 букв латинского алфавита, аналогично располагались клавиши в пишущей машинке 1868 года.

### 4-рядная клавиатура
Постепенно совершенствуя пишущую машинку, Шоулз построил около 50 опытных образцов с постоянными техническими улучшениями; раскладка при этом почти всегда видоизменялась. В июне 1872 года в журнале Scientific American выходит статья с изображением пишущей машинки, конструкция которой близка к первой промышленно выпускаемой машинке. Клавиатура ее была близка современному образцу: у нее четыре ряда кнопок вместо двух, появились также новые кнопки со знаками препинания «?» и «&». Раскладка выглядела так:
От современного расположения букв эта раскладка имеет всего четыре отличия. Для получения современной раскладки предстояло провести такие изменения: «X» поменять местами с буквой «C», «M» переставить на место «?», «R» — на место «.», «P» — на место «-».
Фактически именно эта машинка пошла в серийное производство, впоследствии ее назвали Remington No.I, выпущено их было около 5000.

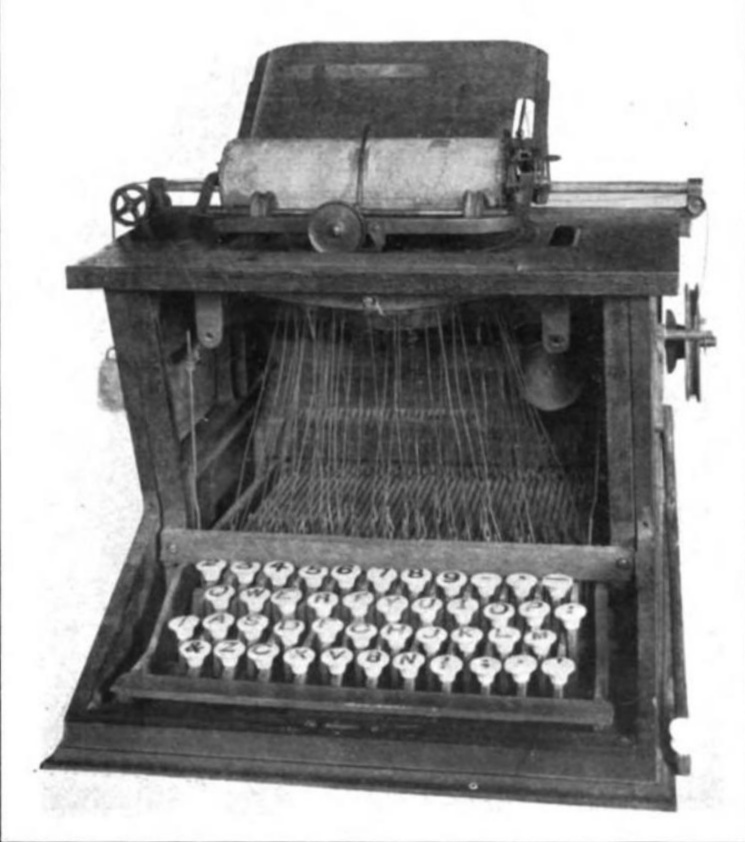
Пишущая машинка Шоулза, 1873. Исторический музей города Буффало и округа Эри

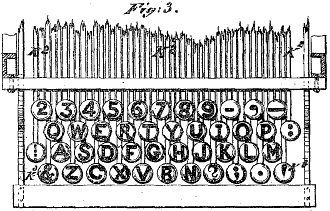
Патент, заполненный 8 марта 1875
QWERTY

В таком варианте свои места нашли буквы «P», «R», точка тоже переместилась в левый нижний угол. Двоеточие, точка с запятой, апостроф и запятая ждут, когда в 1875 изобретут механизм переключения регистра и появится клавиша ⇧ Shift. В результате размещения : c ; на одной клавише их место займут запятая и буква «M». Таким образом, эта раскладка максимально похожа на ту, которую мы знаем по сей день. Из букв не на своем месте — только «M», а также «X» и «С» все еще «перепутаны местами».